# Nérondes
Nérondes é uma comuna francesa na região administrativa do Centro, no departamento Cher. Estende-se por uma área de 33,8 km². Em 2010 a comuna tinha 1 504 habitantes (densidade: 44,5 hab./km²).